# Taiwanotrichia sinocontinentalis
Taiwanotrichia sinocontinentalis är en skalbaggsart som beskrevs av Keith 2009. Taiwanotrichia sinocontinentalis ingår i släktet Taiwanotrichia och familjen Melolonthidae. Utöver nominatformen finns också underarten T. s. fujianensis.